# Cycas segmentifida
Cycas segmentifida — вид голонасінних рослин класу саговникоподібні (Cycadopsida).

## Опис
Стовбури від деревовидих до безстеблевих, до 0,5 м заввишки, 10–23 см діаметром у вузькому місці; 8–25 листків у кроні. Листки темно-зелені, дуже блискучі, довжиною 120–280 см. Пилкові шишки веретеновиді, жовті, 30–60 см, 5–12 см діаметром. Мегаспорофіли 16–25 см завдовжки, жовто-повстяні або коричнево-повстяні. Насіння майже кулясте, 28–35 мм завдовжки, 24–30 мм завширшки; саркотеста жовта, не вкрита нальотом, товщиною 1,5 мм.

## Поширення, екологія
Країни поширення: Китай (Гуансі, Гуйчжоу, Юньнань). Росте на висотах від 600 до 900 м над рівнем моря. Цей вид росте на цілому ряду субстратів від вапняку до сланцю, як правило, на крутих схилах. Діапазони рослинності від закритого вічнозеленого лісу до мішаних широколистяних і вічнозелених лісів, хоча сьогодні вони в основному серйозно деградували в пасовища або низькорослу вторинну рослинність.

## Загрози та охорона
Вирубка лісів є загрозою для існування цього виду.